# جميل جوزيف
جميل جوزيف (بالإنجليزية: Jamil Joseph)‏ (17 يناير 1991 في سانت لوسيا - ) هو لاعب كرة قدم سانت لوسيا في مركز الهجوم. شارك مع منتخب سانت لوسيا لكرة القدم. أما مع النوادي، فقد لعب مع دبليو كونكشن وThackley A.F.C. ‏.

## وصلات خارجية
- جميل جوزيف على موقع قاعدة بيانات كرة القدم.إي يو (الإنجليزية)
- جميل جوزيف على موقع ناشيونال فوتبول تيمز (الإنجليزية)
- جميل جوزيف على موقع Soccerway.com (الإنجليزية)